# Овчаренко Михайло Полікарпович
Овчаренко Михайло Полікарпович, (народився 21 листопада 1941 р., помер 1992 р.).
Поет, член Національної спілки письменників України (рік вступу — 1992)

## Життєпис
Народився 21 листопада 1941 року в місті Стаханов в той час Ворошиловградської області УРСР.
Працював інженером в Одеському об'єднанні «Облавтодор», в районних електричних мережах Березівського району Одеської області, в Березівській районній газеті «Степовий маяк».
Друкувався в газетах «Літературна Україна», «Комсомольская правда», «Степовий маяк», в журналах «Радуга», «Донбас», у колективних збірках «Весняні джерела» (видавництво «Донбас», «Вруна» (видавництво «Маяк», Одеса).
За життя автора вийшло друком три збірки його поезій — «В мене серце твоє» — 1989 року; «Гармонія гряде» — 1990 року і «Благословен, хто дзвони уберіг» — 1992 року.
В газеті «Степовий маяк» свого часу проводився поетичний конкурс «Імені Михайла Овчаренка».
Помер 51-річним у 1992 році.
Похований в місті Березівка, Одеської області.